# Gyllene-serien
Gyllene-serien, bokserie utgiven av B. Wahlströms bokförlag på 1940-talet. Böckerna utkom i eleganta halvfranska band.
| Volym | Titel                     | Författare         | Utgivningsår |
| ----- | ------------------------- | ------------------ | ------------ |
| 1     | Konungens myndling        | Mary Johnston      | 1943         |
| 2     | Allahs trädgård           | Robert Hichens     | 1943         |
| 3     | Spåret över bergen        | William B. Mowery  | 1943         |
| 4     | Flickan i lagunen         | Dorcas Lee         | 1943         |
| 5     | Vägen till Bagdad         | George Gibbs       | 1943         |
| 6     | Hennes hämnd              | Baronessan Orczy   | 1943         |
| 7     | Djungelns herre           | Reginald Campbell  | 1944         |
| 8     | Fyra om hämnden           | David Garth        | 1944         |
| 9     | Manon Lescaut             | Abbé A. F. Prevost | 1944         |
| 10    | De möttes i Port Said     | Julie Peters       | 1944         |
| 11    | Sanningen om Floyd        | Sydney Parkman     | 1944         |
| 12    | Bragdernas man            | April Brookes      | 1944         |
| 13    | Kärlek till livet         | Jack London        | 1944         |
| 14    | Kampen om dalen           | George Goodchild   | 1944         |
| 15    | Lord Hunter spelar hasard | Gösta Segercrantz  | 1944         |